# Дифторид криптону
Дифторид криптону — хімічна сполука криптону та фтору. Це перша відкрита сполука криптону. Це летка, безбарвна тверда речовина за кімнатної температури. Структура молекули KrF2 є лінійною, з відстанями зв'язку Kr-F 188,9 пм. Він реагує з сильними кислотами Льюїса, утворюючи солі KrF+ та катіони Kr
2F+
3.
Енергія атомізації дифториду криптону (KrF2(г) → Kr2(г) + 2 F2(г)) становить 21,9 ккал/моль, що дає середню енергію зв'язку Kr–F лише 11 ккал/моль, що є найслабшим показником серед усіх ізольованих фторидів. Для порівняння, дисоціація дифтору на атомарний фтор вимагає розщеплення зв'язку F–F з енергією дисоціації зв'язку 36 ккал/моль. Отже, KrF2 є хорошим джерелом надзвичайно реакційноздатного та окиснювального атомарного фтору. Він термічно нестабільний, зі швидкістю розкладання 10% на годину за кімнатної температури. Утворення дифториду криптону є ендотермічним, з теплотою утворення (газу) 14,4 ± 0,8 ккал/моль, виміряною при 93 °C.

## Синтез
Дифторид криптону може бути синтезований за допомогою багатьох різних методів, включаючи електричний розряд, фотоіонізацію, гарячий дріт та протонне бомбардування. Продукт можна зберігати при температурі −78 °C без розкладання.

### Електричний розряд
Електричний розряд був першим методом, застосованим для добування дифториду криптону. Його також використовували в єдиному відомому експерименті з отримання тетрафториду криптону, хоча згодом було доведено, що ця ідентифікація була помилковою. Метод передбачає використання сумішей F2 і Kr у співвідношенні від 1:1 до 2:1 за тиску 40–60 торр, з подальшим пропусканням високоенергетичної електричної дуги через суміш. За таких умов можливо досягти швидкості утворення продукту до 0,25 г/год. Основним недоліком цього методу є його нестабільність щодо виходу продукту.

### Протонне бомбардування
Використання протонного бомбардування для синтезу дифториду криптону забезпечує максимальну швидкість виробництва близько 1 г/год. Цей результат досягається шляхом бомбардування сумішей криптону та молекулярного фтору протонним пучком з енергією близько 10 МеВ при температурі приблизно 133 K. Метод є швидким і дозволяє отримувати відносно великі кількості KrF2, однак потребує джерела високоенергетичних протонів, які зазвичай забезпечує циклотрон.

### Фотохімічний синтез
Про успішний фотохімічний синтез дифториду криптону вперше повідомила Люсія В. Стренг у 1963 році. Наступне підтвердження цього процесу було зроблено у 1975 році Дж. Слівником. Фотохімічний процес виробництва дифториду криптону передбачає опромінення суміші ультрафіолетовим світлом і за ідеальних умов може забезпечити вихід до 1,22 г/год. Оптимальний спектральний діапазон для цієї реакції становить 303–313 нм. Більш жорстке УФ-випромінювання, навпаки, знижує ефективність синтезу. Використання скла, що поглинає високоенергетичне УФ-випромінювання, такого як Pyrex, Vycor або кварц, дозволяє істотно підвищити вихід. У серії експериментів С. А. Кінкеда та ін. було показано, що кварц (порогове відсікання УФ – 170 нм) забезпечує середній вихід 158 мг/год, Vycor 7913 (210 нм) — 204 мг/год, а Pyrex 7740 (280 нм) — 507 мг/год. Ці результати підтверджують, що випромінювання з надмірно короткою довжиною хвилі суттєво знижує ефективність процесу. Найсприятливіші умови для фотохімічного синтезу KrF2, ймовірно, досягаються при 77 K, коли криптон перебуває в твердому стані, а фтор — у рідкому. Основним недоліком методу є необхідність роботи з рідким F2, що несе ризик витоку при перевищенні тиску.

### Гарячий дріт
Метод гарячого дроту для отримання KrF2 передбачає використання твердого криптону, поруч із яким (на відстані кількох сантиметрів) розміщується нагрітий дріт, через який пропускається газоподібний фтор. Через пропускання значного електричного струму дріт нагрівається до температури приблизно 680 °C, що спричиняє дисоціацію фтору на радикали. Ці радикали потім реагують із твердим криптоном. За ідеальних умов максимальний вихід становить до 6 г/год. Для досягнення оптимального результату дріт слід розташовувати на відстані 1 см від поверхні криптону, що забезпечує температурний градієнт близько 900 °C/см. Основним недоліком методу є велике енергоспоживання дроту, а також потенційна небезпека у разі неналежного налаштування.

## Структура

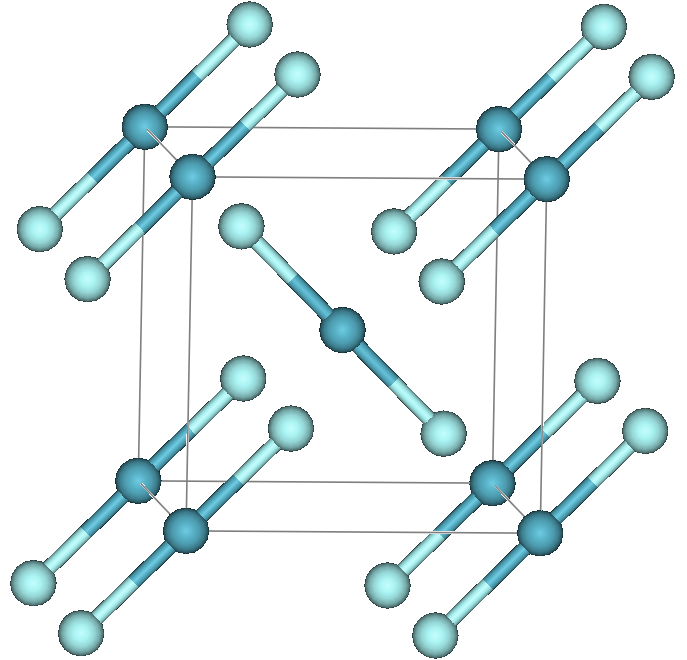
β-KrF_{2}

Дифторид криптону може існувати в одній з двох можливих кристалографічних морфологій: α-фазі та β-фазі. β-KrF2 зазвичай існує при температурі вище −80 °C, тоді як α-KrF2 є більш стабільним за нижчих температур. Елементарна комірка α-KrF2 є об’ємно-центрованою тетрагональною.

## Реакції
Дифторид криптону є насамперед потужним окисником і фторувальним агентом — навіть сильнішим за молекулярний фтор, оскільки зв’язок Kr–F має нижчу енергію зв'язку. Окисно-відновний потенціал пари KrF2/Kr становить +3,5 В[джерело?], що робить його найсильнішим з відомих окисників. Водночас гіпотетичний тетрафторид криптону (KrF
4) може мати ще вищу окисну здатність, а тетрафторид нікелю наближається до нього за потужністю.
Наприклад, дифторид криптону здатен окиснювати золото до його найвищого відомого ступеня окиснення — +5:
 7 KrF2 + 2 Au  → 2 KrF+AuF−6 + 5 Kr
KrF+
AuF−
6 розкладається при 60 °C на фторид золота(V) та газоподібні криптон і фтор:
 [KrF+][AuF−6] → AuF5 + Kr + F2
KrF2 також може безпосередньо окиснювати ксенон до гексафториду ксенону:
 3 KrF2 + Xe → XeF6 + 3 Kr
KrF
2 використовують для синтезу високореактивного катіона BrF+
6. KrF
2 реагує з пентафторидом стибію (SbF
5) з утворенням солі KrF+
SbF−
6; катіон KrF+
 здатен окиснювати як пентафторид брому (BrF
5), так і пентафторид хлору (ClF
5) до відповідних сполук BrF
6 і ClF
6.
Також KrF
2 може реагувати з елементарним сріблом з утворенням фториду срібла(III) (AgF
3).
Опромінення кристалу KrF2 при 77 K γ-променями призводить до утворення монофторидного радикала криптону, KrF•, який має фіолетове забарвлення і був ідентифікований за спектром ЕПР. Радикал, захоплений у кристалічній решітці, залишається стабільним необмежено довго при 77 K, але розкладається при 120 K.